# Slovenska popevka 2010
Slovenska popevka 2010 je potekala 19. septembra v Studiu 1 RTV Slovenija. Prireditev je vodila Miša Molk.

## Javni razpis
Na razpis je bilo prijavljenih 107 skladb. Izborna komisija jih je za festival izbrala 12 (med njimi sta bili dve, ki sta bili prijavljeni na festival Ema 2010), poleg tega pa še 4 rezervne skladbe:
| #  | Izvajalec                   | Naslov pesmi   | Avtorji glasbe in besedila         |
| -- | --------------------------- | -------------- | ---------------------------------- |
| 1. | Samo Budna                  | Da si ob meni  | Samo Budna (gb)                    |
| 2. | Jacob & R'n'B Wannabes      | Carpe diem     | Robi Povše (g), Orfea (b)          |
| 3. | Igor in Zlati zvoki         | Le še malo     | Igor Podpečan (g), Janez Hvale (b) |
| 4. | Martina Feri In Tomaž Nedoh | Riše življenje | Tomaž Nedoh (g), Polona Oblak (b)  |

Na razpis so se med drugimi prijavili tudi Janez Bončina - Benč (Blišč in beda naših cest), Danijel Malalan (V drugih očeh), Nino (Žal mi je, Zadnje upanje), Gino (Da te ljubim), Vili Resnik (Tvoja pesem), David Grom (Za vedno), Elvis Trobec (Oprosti), Sebastian (Vse mi priznaj), Juliette (Mati prihajam domov), Miha Hercog (Ko enkrat vse obrne se), Miha Alujevič (Pogrešam tvoj dotik), Domen Kumer (Življenje je lepo), FolkRola (Danes odhaja pinki slon), Prifarski muzikanti (Moja Izola), 4play (Ne hodi za menoj), Skupina Ave (Mavrica), Dežur (Sonce po dežju), Jazz Station (Utrinki), Zreška pomlad (Mesto sanj), Yuhubanda (V predmestju tvojih sanj), Katja Mihelčič (Mesto srečnih ljudi), Katja Klemenc (Pot iz sanj), Irena Tratnik (Ti moja si pot), Nataša Mihelič (Oprosti mi), Ylenia (Sem mar kriva), Apolonia (Živa), Romana Kranjčan (Ociganil si me), Majda Arh (Dež in sonce) in Mirna Reynolds (Prekleto sama živim), a za festival niso bili izbrani (tudi kot rezerve ne).

## Nastopajoči
| #   | Izvajalec                   | Naslov pesmi      | Avtor glasbe              | Avtor besedila      | Avtor aranžmaja | Št. tel. glasov | Uvrstitev |
| --- | --------------------------- | ----------------- | ------------------------- | ------------------- | --------------- | --------------- | --------- |
| 1.  | Gašper Rifelj               | Mozaik            | Raay                      | Dantaya             | Patrik Greblo   | 1612            | 3.        |
| 2.  | Iva Stanič                  | Nore nežnosti     | Marko Mozetič             | Tomaž Letnar        | Marko Mozetič   | 483             | 10.       |
| 3.  | Darja Švajger               | Otok ljubezni     | Patrik Greblo             | Feri Lainšček       | Patrik Greblo   | 705             | 7.        |
| 4.  | Katja Fašink & Rok Ferengja | Nova pomlad       | Boštjan Grabnar           | Damjana Kenda Hussu | Lojze Krajnčan  | 2244            | 1.        |
| 5.  | Aynee                       | Najlepši dan      | Gaber Radojevič           | Gaber Radojevič     | Grega Forjanič  | 300             | 12.       |
| 6.  | Kristina Oberžan            | Romantičen večer  | Tone Hrabar               | Srečko Čož          | Aleš Avbelj     | 553             | 9.        |
| 7.  | Lea Likar                   | Mavrica do sanj   | Miha Gorše                | Jure Golobič        | Tomaž Grintal   | 1092            | 5.        |
| 8.  | Naju                        | Metulj            | Žiga Pirnat, Andraž Gliha | Žiga Pirnat         | Tomaž Grintal   | 1574            | 4.        |
| 9.  | Eva Černe                   | Signali           | Rok Golob                 | Rok Golob           | Rok Golob       | 1760            | 2.        |
| 10. | Slavko Ivančić              | Tisto, kar ostane | Gaber Radojevič           | Leon Oblak          | Patrik Greblo   | 767             | 6.        |
| 11. | Vlado Pilja                 | Poslušaj občutke  | Marino Legovič            | Igor Pirkovič       | Lojze Krajnčan  | 401             | 11.       |
| 12. | Karmen Stavec               | Odgovor je v tebi | Matjaž Vlašič             | Karmen Stavec       | Patrik Greblo   | 670             | 8.        |

## Nagrajenci
Velika nagrada strokovne žirije za najboljšo skladbo v celoti
- Otok ljubezni (glasba in aranžma: Patrik Greblo, besedilo: Feri Lainšček) v izvedbi Darje Švajger

Nagrada za najboljše besedilo
- Srečko Čož za pesem Romantičen večer

Nagrada za najboljšo interpretacijo
- Darja Švajger

Nagrada za najbolj obetavnega avtorja/izvajalca
- Gaber Radojevič kot avtor pesmi Tisto, kar ostane

Velika nagrada občinstva za najboljšo skladbo v celoti
- Nova pomlad (glasba: Boštjan Grabnar, besedilo: Damjana Kenda Hussu, aranžma: Lojze Krajnčan) v izvedbi Katje Fašink in Roka Ferengje